# Cantone di Mauléon
Il Cantone di Mauléon è una divisione amministrativa dell'arrondissement di Bressuire.
A seguito della riforma approvata con decreto del 18 febbraio 2014, che ha avuto attuazione dopo le elezioni dipartimentali del 2015, è passato da 5 a 15 comuni.

## Composizione
I 5 comuni facenti parte prima della riforma del 2014 erano:
- Mauléon
- Nueil-les-Aubiers
- La Petite-Boissière
- Saint-Amand-sur-Sèvre
- Saint-Pierre-des-Échaubrognes

Dal 2015 i comuni appartenenti al cantone sono i seguenti 15:
- Argenton-les-Vallées
- Le Breuil-sous-Argenton
- La Coudre
- Étusson
- Genneton
- Mauléon
- Moutiers-sous-Argenton
- Nueil-les-Aubiers
- La Petite-Boissière
- Saint-Amand-sur-Sèvre
- Saint-Aubin-du-Plain
- Saint-Maurice-la-Fougereuse
- Saint-Pierre-des-Échaubrognes
- Ulcot
- Voulmentin